# 椎間盤炎
椎間盤炎（英語：或英語：）泛指發生在椎間盤的感染，在所有年齡層皆可能發病。在成人，可能造成嚴重後果，如敗血症或脊椎硬腦膜外膿腫，但也可能不藥而癒，特別是在小於八歲的兒童。脊椎手術後的發生率約為 1-2%。

## 症狀和體徵
症狀包括嚴重背痛，導致行動不便。一些幼年兒童可能會因此拒絕走路，且背部可能拱起。若發生在手術之後，症狀常在一周內出現，並導致嚴重的下背痛或頸部疼痛（依手術位置決定）。若不治療，椎間盤炎可能自行消退、可能造成椎間盤間隙融合、或是發展成慢性低度感染或進展為骨髓炎，甚至可能形成硬膜外膿瘍。若同時合併一個或多個椎體發炎（通常由椎間盤間隙擴散到相鄰的區域），這種情況稱為脊椎椎間盤炎。

## 病因
雖然病原菌散播的途徑仍有爭議，目前認為最可能由血流傳播，或是直接侵入感染。重點在於鑑別自發性椎間盤炎和手術後的感染併發症，前者通常是泌尿道或呼吸道感染後經由血液傳播，而後者通常是手術帶入的皮膚的菌群（如：金黃色葡萄球菌）為主。另一個可能的病因是脊椎結核病，它會延著脊椎韌帶擴豎並侵犯相鄰的前椎體，導致椎體變形而引發脊柱後凸。
病因也可能是無菌性。

## 診斷

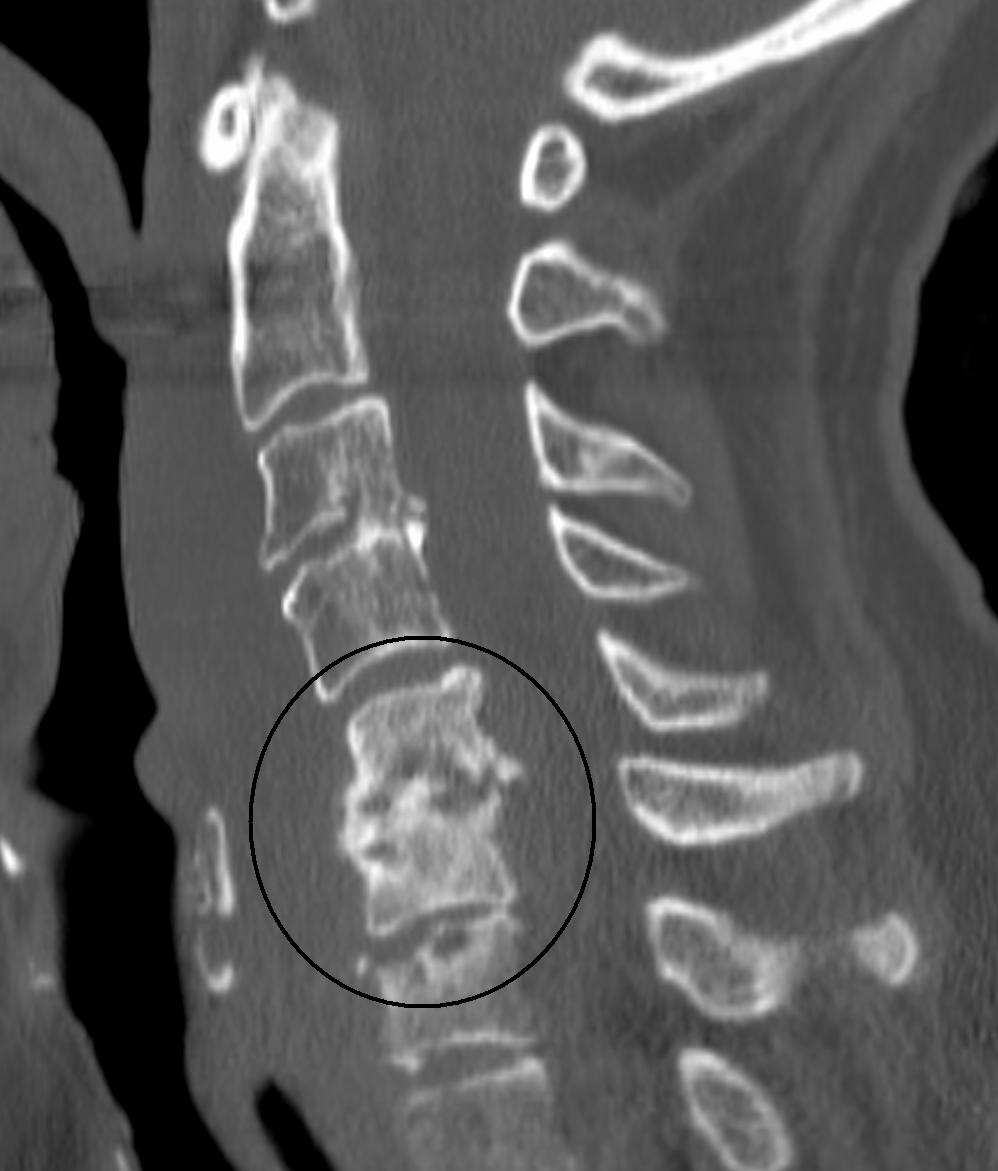
頸椎 C5 C6 節間的椎間盤感染造成神經症狀

通常核磁共振成像（MRI）檢查可以得到明確診斷，然而一般 X 光攝影和電腦斷層也可能有用。MRI 可顯示椎間盤中的空氣變化，甚至可以同時檢查可能侵犯的椎體以外部分，如骨頭或是硬膜外腔等區域。有時需要進行活體組織切片輔助診斷，但常常找不到確定的病原體。C反應蛋白和紅血球沉降率的數值常會上升，可做為治療的參考。白血球數量通常正常，且患者可能不會發燒。

## 治療
治療通常包括抗生素，並以矯具限制患部活動。未經治療，可能會形成膿瘍且可能需要進行手術清瘡。由於椎間盤的血流不佳，治療常需使用強效藥物，如：環丙沙星（Ciprofloxacin）合併萬古黴素（Vancomycin）。治療有時可用口服抗生素，但治療可能失敗，並需要再接受靜脈藥物治療。
如果患者是成人，現在許多醫師建議在藥物可控制的疼痛程度下活動，活動範圍要小但卻頻繁。椎間盤會受滲透壓影響，運動有助於椎間盤增加血流和體液流動，因此，不再建議患者躺床休息。兒童患者，是要躺床休息或是小幅活動則需個別考量且因人而異，考量的重點在於椎間盤炎的部位和疾病的嚴重程度。